# Meillant
Meillant ist eine französische Gemeinde mit 648 Einwohnern (Stand 1. Januar 2022) im Département Cher in der Region Centre-Val de Loire; sie gehört zum Arrondissement Saint-Amand-Montrond und zum Kanton Saint-Amand-Montrond.

## Geschichte

### Internierungslager für Fremdarbeiter
Nach Christian Eggers:S. 564 war in Meillant von Februar bis März 1942 die Groupes de Travailleurs Étrangers-Einheit 866 (GTE 866) stationiert. Ein Teil der zwangsverpflichteten Arbeiter konnte hier mit der Familie zusammenleben und erhielt auch eine staatliche Unterstützung.:S. 147 Bei der GTE 866 handelte es sich um eine gemischte Einheit, der jüdische und nicht-jüdische Menschen angehörten. Im Gegensatz zu den nicht-jüdischen Personen der GTE-Einheit durften die jüdischen Personen nicht außerhalb des Lagers arbeiten und erhielten eine deutlich niedrigere Vergütung für Arbeiten, die sie im Lager erbringen mussten.:S. 160 f.
Bei den Internierten soll es sich hauptsächlich um Polen gehandelt haben. Auf der Webseite der AJPN findet sich der Hinweis auf den am 18. Januar 1911 in Nagórzany geborenen Arzt Karol Binder - Karol, der mit seiner Familie im Elsass gelebt habe. Er sei in Meillant als Jude verhaftet und am 6. März 1943 mit dem Konvoi Nr. 51 von Drancy nach Majdanek deportiert worden, von wo er nicht mehr zurückgekehrt sei.

## Bevölkerungsentwicklung
- 1962: 745
- 1968: 772
- 1975: 658
- 1982: 685
- 1990: 749
- 1999: 792
- 2012: 670

## Sehenswürdigkeiten
- Schloss Meillant

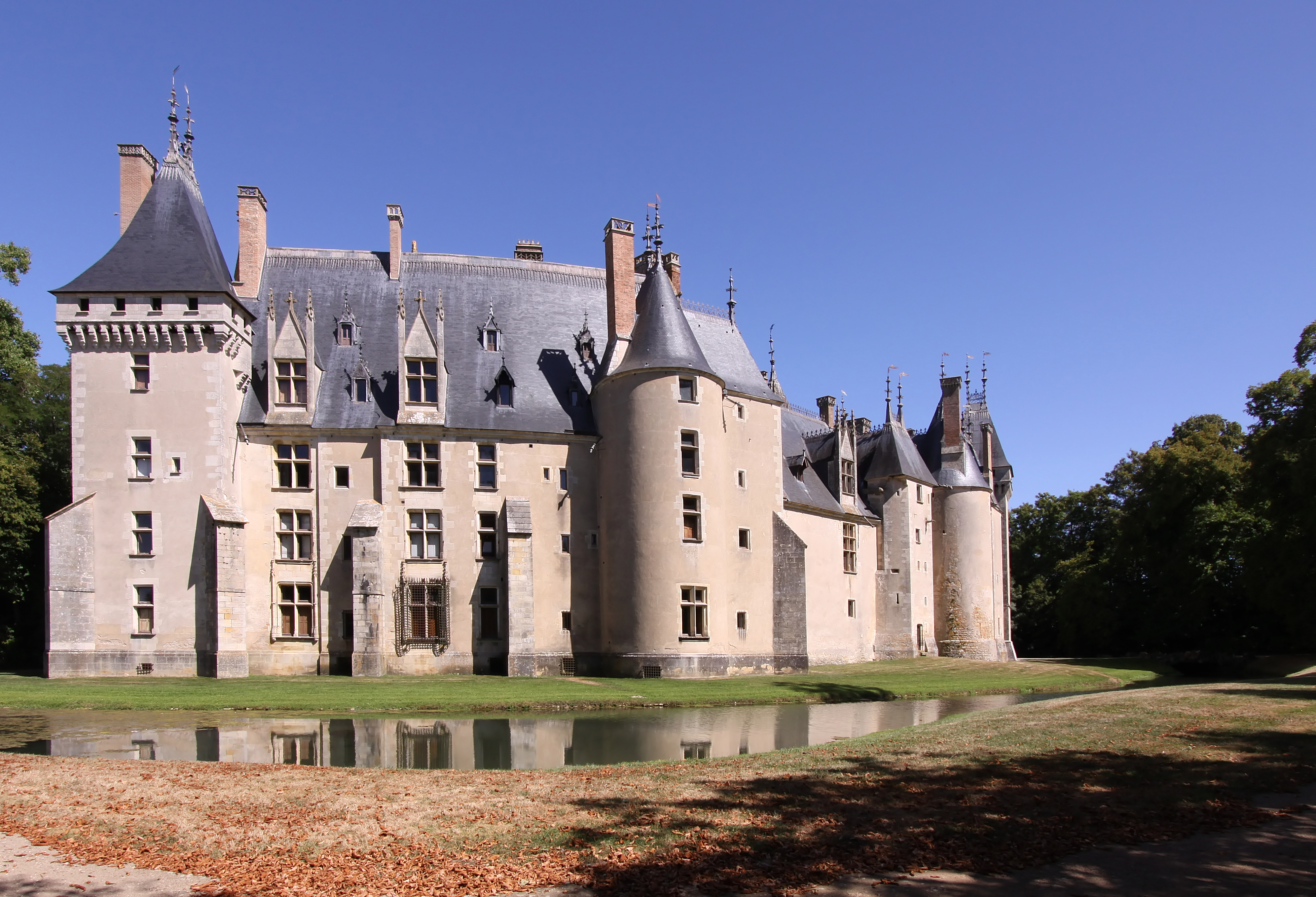
Schloss

- Eine große Anzahl von Häusern aus dem Mittelalter und dem 16. Jahrhundert